# Veselý souboj
Veselý souboj je česká černobílá filmová komedie z roku 1950, která trvá 93 minut.

## Obsazení
| Jaroslav Marvan | dílenský mistr Javorin, Vladimírův strýc  |
| Vlasta Matulová | MUDr. Milada Stránská                     |
| Robert Vrchota  | Ing. Vladimír Javorin, kapitán fotbalistů |
| Jiří Plachý     | MUDr. Kobera                              |
| Josef Kemr      | laborant Emilek Veselka                   |
| Theodor Pištěk  | průvodčí Košvanec                         |
| Vladimír Řepa   | řidič tramvaje Nehasil                    |
| Fanda Mrázek    | opravář Mrázek                            |
| Jiří Vršťala    | opravář Josef, Nehasilův syn              |
| Gustav Nezval   | major Zahrádka                            |
| Josef Vošalík   | fotbalový fanoušek Julius Škalda          |
| Radim Nikodém   | učedník Bertík                            |

Dále hrají: Antonín Holzinger (předseda závodního výboru Doucha), Stanislav Jareš (fotbalista Kromholz), Bohuslav Kupšovský (opravář Komárek), Antonín Mikulič (učedník), Ota Motyčka (vrátný), Josef Najman (opravář Hájek), František Pugner (opravář Podešva), Ladislav Sedláček (ředitel podniku Hrejsa), Meda Valentová (Javorinová, manželka mistra Javorina), Marie Blažková (zdravotní sestra Mařenka), Jindra Hermanová (pokladní), Martin Raus (stázkař), Václav Špidla (muž s pondělníkem), Antonín Kandert (pořadatel na stadionu), Václav Švec (tramvaják), Karel Hovorka (opravář) a zaměstnanci Ústředních dílen Dopravních podniků hlavního města Prahy

## Tvůrci a štáb
- Režie: Miloš Makovec
- Námět: Eva Treybalová
- Scénář: Eva Treybalová, Miloš Makovec
- Kamera: Jaromír Holpuch
- Vedoucí výroby filmů: Rudolf Fencl
- Vedoucí výrobního štábu: Rudolf Stahl
- Hudba: Jan Rychlík
- Nahrál: Filmový symfonický orchestr (řídil Milivoj Uzelac)
- Stavby: Karel Černý
- Střih: Josef Dobřichovský
- Zvuk: Karel Cajthaml
- Dále spolupracovali: Jindřich Polák, Jan Kovář (asistenti režie), Eva Jerieová (skript), Karel Vít, Jan Štětina (masky), Miloslava Šmídová (kostýmy), Karel Janout (výprava), František Urbánek (asistent výroby), Antonín Stránský (fotoreportér)

## Exteriéry
- Mělník - soutok Labe s Vltavou
- Praha - Holešovice - nábřeží Kapitána Jaroše
- Praha - Karlín - Sokolovská ulice - dílny DP hl. m. Prahy
- Praha - Letná - hřiště Sparty
- Praha - Vltava
- Praha - Rašínovo nábřeží
- Roztoky u Prahy

## Návštěvnost
Od své premiéry v březnu 1951 až do 31. srpna 1976, kdy byl vyřazen z distribuce, vidělo film v českých kinech v rámci 17 743 představení celkem 3 480 741 diváků.